# Lohne (rzeka)
Lohne – rzeka w Niemczech, w kraju związkowym Dolna Saksonia, prawy dopływ Hunte.
Rzeka wypływa z jeziora Dümmer w miejscowości Lembruch, kieruje się na północ. Po wpłynięciu do Diepholz wypływa z niej Strothe. W okolicach Thouarsstraße w Diepholz wpływa do rzeki Hunte.